# Torneo Preolímpico femenino FIBA 2020
El Torneo Preolímpico femenino FIBA 2020 incluyó los tres torneos de baloncesto femenino que disputaron 16 equipos nacionales, donde los mejores equipos obtuvieron una plaza en los Juegos Olímpicos de Tokio 2020. Se llevó a cabo del 6 al 9 de febrero de 2020.

## Formato
Los 16 equipos se dividirán en cuatro grupos (Grupos A, B, C y D) para los torneos clasificatorios.

## Ciudades Anfitrionas
Las ciudades de Ostende, Bourges y Belgrado serán las anfitrionas de los torneos.

## Equipos
| Competición                             | Fecha                             | Lugar          | Plazas | Clasificado    |
| --------------------------------------- | --------------------------------- | -------------- | ------ | -------------- |
| EuroBasket Femenino 2019                | 27 de junio al 7 de julio de 2019 | Serbia Letonia | 6      | Gran Bretaña   |
| EuroBasket Femenino 2019                | 27 de junio al 7 de julio de 2019 | Serbia Letonia | 6      | España         |
| EuroBasket Femenino 2019                | 27 de junio al 7 de julio de 2019 | Serbia Letonia | 6      | Francia        |
| EuroBasket Femenino 2019                | 27 de junio al 7 de julio de 2019 | Serbia Letonia | 6      | Serbia         |
| EuroBasket Femenino 2019                | 27 de junio al 7 de julio de 2019 | Serbia Letonia | 6      | Bélgica        |
| EuroBasket Femenino 2019                | 27 de junio al 7 de julio de 2019 | Serbia Letonia | 6      | Suecia         |
| Africa Pre-Qualifying Tournament        | 14–17 de noviembre de 2019        | Mozambique     | 2      | Nigeria        |
| Africa Pre-Qualifying Tournament        | 14–17 de noviembre de 2019        | Mozambique     | 2      | Mozambique     |
| Americas Pre-Qualifying Tournaments     | 14–17 de noviembre de 2019        | Argentina      | 2      | Estados Unidos |
| Americas Pre-Qualifying Tournaments     | 14–17 de noviembre de 2019        | Argentina      | 2      | Brasil         |
| Americas Pre-Qualifying Tournaments     | 14–17 de noviembre de 2019        | Canadá         | 2      | Canadá         |
| Americas Pre-Qualifying Tournaments     | 14–17 de noviembre de 2019        | Canadá         | 2      | Puerto Rico    |
| Asia/Oceania Pre-Qualifying Tournaments | 14–17 de noviembre de 2019        | Malasia        | 2      | Japón          |
| Asia/Oceania Pre-Qualifying Tournaments | 14–17 de noviembre de 2019        | Malasia        | 2      | Australia      |
| Asia/Oceania Pre-Qualifying Tournaments | 14–17 de noviembre de 2019        | Nueva Zelanda  | 2      | China          |
| Asia/Oceania Pre-Qualifying Tournaments | 14–17 de noviembre de 2019        | Nueva Zelanda  | 2      | Corea del Sur  |
| Total                                   | Total                             | Total          | 16     |                |

## Sorteo
El sorteo tuvo lugar en The House of Basketball en Mies, Suiza el 27 de noviembre de 2019. Habrá cuatro torneos clasificatorios olímpicos mundiales. Cada torneo contará con cuatro equipos, tres de los cuales calificarán para los Juegos Olímpicos. Sin embargo, debido a que la nación anfitriona y el ganador de la Copa Mundial jugarán cada uno en los torneos clasificatorios, los torneos en los que juegan otorgarán solo dos lugares adicionales.

### Bombos
La última clasificación antes del sorteo sirvió de base para determinar los botes para el sorteo (bombo entre paréntesis).
| Bombo 1                                                | Bombo 2                                      | Bombo 3                                               | Bombo 4                                                         |
| ------------------------------------------------------ | -------------------------------------------- | ----------------------------------------------------- | --------------------------------------------------------------- |
| Estados Unidos (1) Australia (2) España (3) Canadá (4) | Francia (5) Serbia (7) China (8) Bélgica (9) | Japón (10) Brasil (15) Nigeria (16) Gran Bretaña (18) | Corea del Sur (19) Suecia (22) Puerto Rico (23) Mozambique (43) |

Se aplican las siguientes restricciones:
- España no puede formar parte del grupo alojado por otro país europeo (Ostende, Bourges y Belgrado)
- Australia no se puede encuadrar en el grupo alojado por otro país de Asia/Oceanía (inicialmente Foshan)
- Japón no se puede encuadrar en el grupo con EE. UU., Australia o China
- Brasil no se puede encuadrar en el grupo con los EE. UU. o Canadá
- Mozambique tiene que ser sorteado en el grupo con Nigeria
- Suecia no puede ser sorteada con dos equipos europeos

## Torneos de clasificación

### Ostende
| Pos. | Equipo         | PJ | G | P | PF  | PC  | DP  | Pts | Clasificación    |
| ---- | -------------- | -- | - | - | --- | --- | --- | --- | ---------------- |
| 1    | Canadá (Q)     | 3  | 3 | 0 | 211 | 174 | +37 | 6   | Juegos Olímpicos |
| 2    | Bélgica (H, Q) | 3  | 2 | 1 | 209 | 198 | +11 | 5   | Juegos Olímpicos |
| 3    | Japón          | 3  | 1 | 2 | 227 | 216 | +11 | 4   |                  |
| 4    | Suecia         | 3  | 0 | 3 | 157 | 216 | −59 | 3   |                  |

 Fuente: FIBA
Notas:
1. ↑  Japón se ha clasificado como la nación anfitriona.

| 6 de febrero de 2020 | Japón                                | 75–54                                | Suecia                               | Ostende             |  |
| 18:05                | Parciales: 10–12, 15–8, 28–18, 22–16 | Parciales: 10–12, 15–8, 28–18, 22–16 | Parciales: 10–12, 15–8, 28–18, 22–16 |                     |  |
|                      |                                      | Boxscore                             |                                      | Pabellón: Sea'Arena |  |

| 6 de febrero de 2020 | Canadá                               | 61–56                                | Bélgica                              | Ostende             |  |
| 20:35                | Parciales: 12–7, 18–16, 16–19, 15–14 | Parciales: 12–7, 18–16, 16–19, 15–14 | Parciales: 12–7, 18–16, 16–19, 15–14 |                     |  |
|                      |                                      | Boxscore                             |                                      | Pabellón: Sea'Arena |  |

| 8 de febrero de 2020 | Bélgica                               | 92–84                                 | Japón                                 | Ostende             |  |
| 18:05                | Parciales: 13–22, 27–12, 28–19, 24–31 | Parciales: 13–22, 27–12, 28–19, 24–31 | Parciales: 13–22, 27–12, 28–19, 24–31 |                     |  |
|                      |                                       | Boxscore                              |                                       | Pabellón: Sea'Arena |  |

| 8 de febrero de 2020 | Suecia                               | 50–80                                | Canadá                               | Ostende             |  |
| 20:35                | Parciales: 14–17, 17–20, 10–22, 9–21 | Parciales: 14–17, 17–20, 10–22, 9–21 | Parciales: 14–17, 17–20, 10–22, 9–21 |                     |  |
|                      |                                      | Boxscore                             |                                      | Pabellón: Sea'Arena |  |

| 9 de febrero de 2020 | Suecia                              | 53–61                               | Bélgica                             | Ostende             |  |
| 15:00                | Parciales: 14–14, 9–7, 10–21, 20–19 | Parciales: 14–14, 9–7, 10–21, 20–19 | Parciales: 14–14, 9–7, 10–21, 20–19 |                     |  |
|                      |                                     | Boxscore                            |                                     | Pabellón: Sea'Arena |  |

| 9 de febrero de 2020 | Canadá                                | 70–68                                 | Japón                                 | Ostende             |  |
| 18:05                | Parciales: 15–17, 16–13, 21–19, 18–19 | Parciales: 15–17, 16–13, 21–19, 18–19 | Parciales: 15–17, 16–13, 21–19, 18–19 |                     |  |
|                      |                                       | Boxscore                              |                                       | Pabellón: Sea'Arena |  |

### Bourges
| Pos. | Equipo          | PJ | G | P | PF  | PC  | DP  | Pts | Clasificación    |
| ---- | --------------- | -- | - | - | --- | --- | --- | --- | ---------------- |
| 1    | Francia (H, Q)  | 3  | 3 | 0 | 250 | 186 | +64 | 6   | Juegos Olímpicos |
| 2    | Australia (Q)   | 3  | 2 | 1 | 249 | 218 | +31 | 5   | Juegos Olímpicos |
| 3    | Puerto Rico (Q) | 3  | 1 | 2 | 216 | 278 | −62 | 4   | Juegos Olímpicos |
| 4    | Brasil          | 3  | 0 | 3 | 233 | 266 | −33 | 3   |                  |

 Fuente: FIBA
| 6 de febrero de 2020 | Puerto Rico                                       | 91–89                                             | Brasil                                            | Bourges                              |  |
| 18:00                | Parciales: 18–20, 18–22, 19–21, 28–20 (T.E.: 8–6) | Parciales: 18–20, 18–22, 19–21, 28–20 (T.E.: 8–6) | Parciales: 18–20, 18–22, 19–21, 28–20 (T.E.: 8–6) |                                      |  |
|                      |                                                   | Boxscore                                          |                                                   | Pabellón: Palais des sports du Prado |  |

| 6 de febrero de 2020 | Francia                               | 72–63                                 | Australia                             | Bourges                              |  |
| 20:30                | Parciales: 14–11, 22–19, 18–19, 18–14 | Parciales: 14–11, 22–19, 18–19, 18–14 | Parciales: 14–11, 22–19, 18–19, 18–14 |                                      |  |
|                      |                                       | Boxscore                              |                                       | Pabellón: Palais des sports du Prado |  |

| 8 de febrero de 2020 | Australia                             | 100–74                                | Puerto Rico                           | Bourges                              |  |
| 18:00                | Parciales: 26–15, 29–24, 24–16, 21–19 | Parciales: 26–15, 29–24, 24–16, 21–19 | Parciales: 26–15, 29–24, 24–16, 21–19 |                                      |  |
|                      |                                       | Boxscore                              |                                       | Pabellón: Palais des sports du Prado |  |

| 8 de febrero de 2020 | Brasil                                | 72–89                                 | Francia                               | Bourges                              |  |
| 20:30                | Parciales: 15–22, 12–16, 19–22, 26–29 | Parciales: 15–22, 12–16, 19–22, 26–29 | Parciales: 15–22, 12–16, 19–22, 26–29 |                                      |  |
|                      |                                       | Boxscore                              |                                       | Pabellón: Palais des sports du Prado |  |

| 9 de febrero de 2020 | Brasil                                | 72–86                                 | Australia                             | Bourges                              |  |
| 14:00                | Parciales: 18–21, 15–18, 27–22, 12–25 | Parciales: 18–21, 15–18, 27–22, 12–25 | Parciales: 18–21, 15–18, 27–22, 12–25 |                                      |  |
|                      |                                       | Boxscore                              |                                       | Pabellón: Palais des sports du Prado |  |

| 9 de febrero de 2020 | Francia                              | 89–51                                | Puerto Rico                          | Bourges                              |  |
| 16:30                | Parciales: 19–6, 31–14, 16–14, 23–17 | Parciales: 19–6, 31–14, 16–14, 23–17 | Parciales: 19–6, 31–14, 16–14, 23–17 |                                      |  |
|                      |                                      | Boxscore                             |                                      | Pabellón: Palais des sports du Prado |  |

### Belgrado
| Pos. | Equipo         | PJ | G | P | PF  | PC  | DP   | Pts | Clasificación    |
| ---- | -------------- | -- | - | - | --- | --- | ---- | --- | ---------------- |
| 1    | Estados Unidos | 3  | 3 | 0 | 288 | 189 | +99  | 6   |                  |
| 2    | Serbia (H, Q)  | 3  | 2 | 1 | 215 | 200 | +15  | 5   | Juegos Olímpicos |
| 3    | Nigeria (Q)    | 3  | 1 | 2 | 220 | 197 | +23  | 4   | Juegos Olímpicos |
| 4    | Mozambique     | 3  | 0 | 3 | 148 | 285 | −137 | 3   |                  |

 Fuente: FIBA
Notas:
1. ↑  Estados Unidos se ha clasificado como los ganadores de la Copa del Mundo.

| 6 de febrero de 2020 | Nigeria                              | 85–51                                | Mozambique                           | Belgrado                          |  |
| 17:00                | Parciales: 18–19, 23–9, 25–13, 19–10 | Parciales: 18–19, 23–9, 25–13, 19–10 | Parciales: 18–19, 23–9, 25–13, 19–10 |                                   |  |
|                      |                                      | Boxscore                             |                                      | Pabellón: Aleksandar Nikolić Hall |  |

| 6 de febrero de 2020 | Estados Unidos                        | 88–69                                 | Serbia                                | Belgrado                          |  |
| 20:00                | Parciales: 20–14, 22–20, 28–13, 18–22 | Parciales: 20–14, 22–20, 28–13, 18–22 | Parciales: 20–14, 22–20, 28–13, 18–22 |                                   |  |
|                      |                                       | Boxscore                              |                                       | Pabellón: Aleksandar Nikolić Hall |  |

| 8 de febrero de 2020 | Serbia                                | 70–64                                 | Nigeria                               | Belgrado                          |  |
| 17:00                | Parciales: 21–22, 22–12, 16–12, 11–18 | Parciales: 21–22, 22–12, 16–12, 11–18 | Parciales: 21–22, 22–12, 16–12, 11–18 |                                   |  |
|                      |                                       | Boxscore                              |                                       | Pabellón: Aleksandar Nikolić Hall |  |

| 8 de febrero de 2020 | Mozambique                            | 49–124                                | Estados Unidos                        | Belgrado                          |  |
| 20:00                | Parciales: 10–36, 12–23, 12–33, 15–32 | Parciales: 10–36, 12–23, 12–33, 15–32 | Parciales: 10–36, 12–23, 12–33, 15–32 |                                   |  |
|                      |                                       | Boxscore                              |                                       | Pabellón: Aleksandar Nikolić Hall |  |

| 9 de febrero de 2020 | Serbia                              | 76–48                               | Mozambique                          | Belgrado                          |  |
| 17:00                | Parciales: 16–21, 18–7, 26–14, 16–6 | Parciales: 16–21, 18–7, 26–14, 16–6 | Parciales: 16–21, 18–7, 26–14, 16–6 |                                   |  |
|                      |                                     | Boxscore                            |                                     | Pabellón: Aleksandar Nikolić Hall |  |

| 9 de febrero de 2020 | Nigeria                              | 71–76                                | Estados Unidos                       | Belgrado                          |  |
| 20:00                | Parciales: 21–20, 19–6, 17–24, 14–26 | Parciales: 21–20, 19–6, 17–24, 14–26 | Parciales: 21–20, 19–6, 17–24, 14–26 |                                   |  |
|                      |                                      | Boxscore                             |                                      | Pabellón: Aleksandar Nikolić Hall |  |

### Belgrado 2
El torneo estaba previsto que se celebrara en Foshán, China, del 6 al 9 de febrero de 2020. El torneo finalmente se jugará en Belgrado, Serbia debido a las preocupaciones sobre el brote de coronavirus.
| Pos. | Equipo            | PJ | G | P | PF  | PC  | DP  | Pts | Clasificación    |
| ---- | ----------------- | -- | - | - | --- | --- | --- | --- | ---------------- |
| 1    | China (Q)         | 3  | 3 | 0 | 250 | 198 | +52 | 6   | Juegos Olímpicos |
| 2    | España (Q)        | 3  | 2 | 1 | 224 | 179 | +45 | 5   | Juegos Olímpicos |
| 3    | Corea del Sur (Q) | 3  | 1 | 2 | 188 | 262 | −74 | 4   | Juegos Olímpicos |
| 4    | Gran Bretaña      | 3  | 0 | 3 | 224 | 247 | −23 | 3   |                  |

 Fuente: FIBA
| 6 de febrero de 2020 | China                                 | 86–76                                 | Gran Bretaña                          | Belgrado                          |  |
| 12:00                | Parciales: 21–26, 22–20, 22–13, 21–17 | Parciales: 21–26, 22–20, 22–13, 21–17 | Parciales: 21–26, 22–20, 22–13, 21–17 |                                   |  |
|                      |                                       | Boxscore                              |                                       | Pabellón: Aleksandar Nikolić Hall |  |

| 6 de febrero de 2020 | Corea del Sur                       | 46–83                               | España                              | Belgrado                          |  |
| 14:30                | Parciales: 16–19, 9–24, 7–20, 14–20 | Parciales: 16–19, 9–24, 7–20, 14–20 | Parciales: 16–19, 9–24, 7–20, 14–20 |                                   |  |
|                      |                                     | Boxscore                            |                                     | Pabellón: Aleksandar Nikolić Hall |  |

| 8 de febrero de 2020 | España                               | 62–64                                | China                                | Belgrado                          |  |
| 12:00                | Parciales: 15–12, 6–22, 17–18, 24–12 | Parciales: 15–12, 6–22, 17–18, 24–12 | Parciales: 15–12, 6–22, 17–18, 24–12 |                                   |  |
|                      |                                      | Boxscore                             |                                      | Pabellón: Aleksandar Nikolić Hall |  |

| 8 de febrero de 2020 | Gran Bretaña                          | 79–82                                 | Corea del Sur                         | Belgrado                          |  |
| 14:30                | Parciales: 19–25, 18–20, 17–25, 25–12 | Parciales: 19–25, 18–20, 17–25, 25–12 | Parciales: 19–25, 18–20, 17–25, 25–12 |                                   |  |
|                      |                                       | Boxscore                              |                                       | Pabellón: Aleksandar Nikolić Hall |  |

| 9 de febrero de 2020 | Corea del Sur                         | 60–100                                | China                                 | Belgrado                          |  |
| 12:00                | Parciales: 13–19, 11–28, 20–26, 16–29 | Parciales: 13–19, 11–28, 20–26, 16–29 | Parciales: 13–19, 11–28, 20–26, 16–29 |                                   |  |
|                      |                                       | Boxscore                              |                                       | Pabellón: Aleksandar Nikolić Hall |  |

| 9 de febrero de 2020 | Gran Bretaña                          | 69–79                                 | España                                | Belgrado                          |  |
| 14:30                | Parciales: 16–18, 14–22, 19–20, 20–19 | Parciales: 16–18, 14–22, 19–20, 20–19 | Parciales: 16–18, 14–22, 19–20, 20–19 |                                   |  |
|                      |                                       | Boxscore                              |                                       | Pabellón: Aleksandar Nikolić Hall |  |